# لی چان وون
لی چان وون (انگلیسی: Lee Chan-won؛ زادهٔ ۱ نوامبر ۱۹۹۶) خواننده اهل کره جنوبی است.